# Volksbadewanne

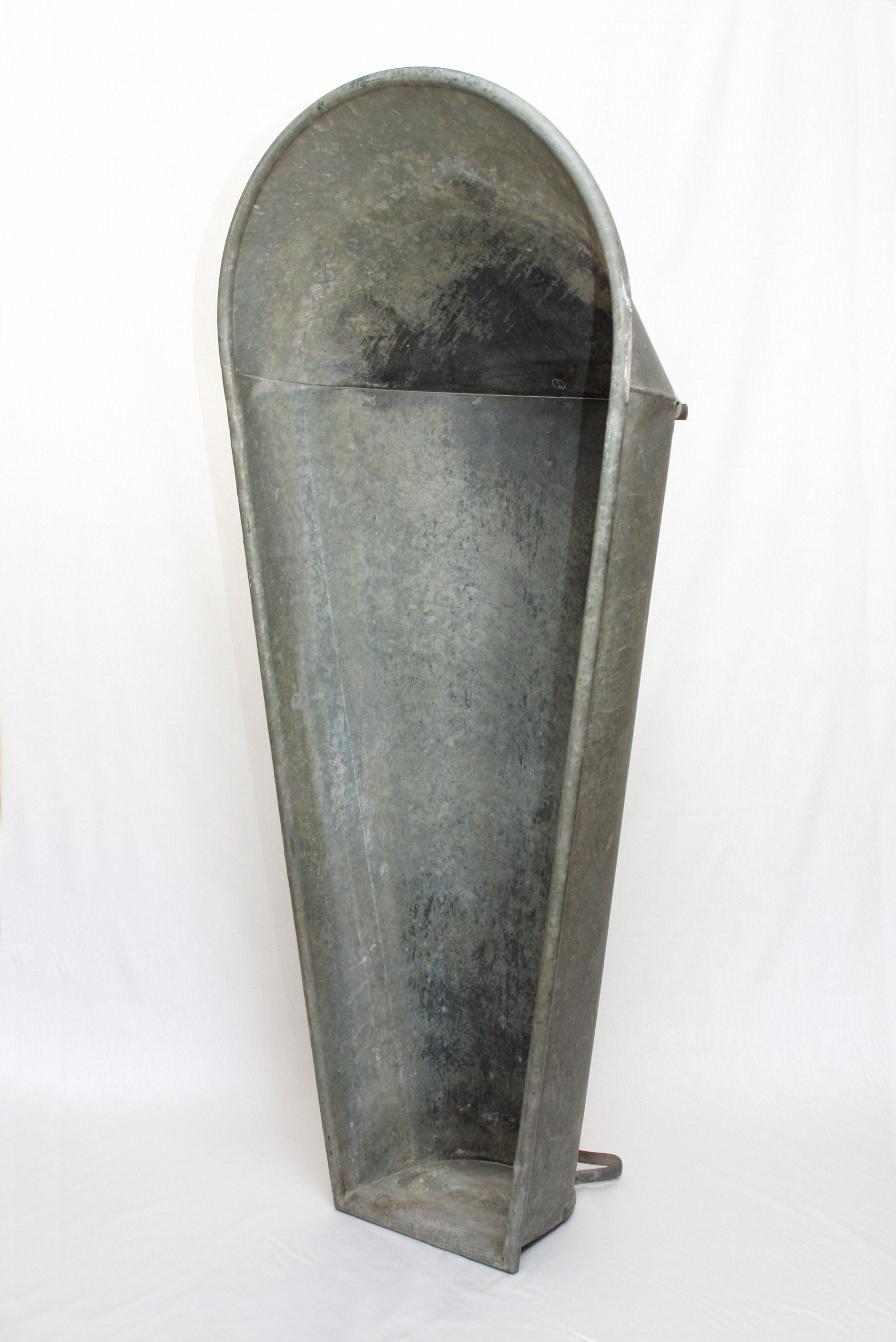
Die Volksbadewanne der Kraußwerke

Als Volksbadewanne wurde eine blecherne Badewanne bezeichnet, die der Klempner Karl Louis Krauß ab Ende des 19. Jahrhunderts in großen Stückzahlen produzierte.

## Geschichte
Ab 1887 stellte Karl Louis Krauß in seiner Klempnerei in Neuwelt (Schwarzenberg) Geräte für den häuslichen Gebrauch her. Inspiriert durch die Wellenbadeschaukel des Klempners Carl Dittmann in Berlin begann er in den 1890er Jahren eigene Badewannen aus feuerverzinktem Blech zu entwickeln, die besonders den Anforderungen der einfacheren Bevölkerungsschichten genügten. Sie sollten in großen Stückzahlen zu einem erschwinglichen Preis herstellbar, leicht zu transportieren und für beengte Räumlichkeiten geeignet sein. Ein Werbespruch aus damaliger Zeit, „Jedem Deutschen wöchentlich sein Bad“, verdeutlicht, dass Krauß durch seine Entwicklung auch bewusst einen neuen Abschnitt in der Volkshygiene für die einfachen Leute einleitete. Ab 1910 wurden diese Badewannen nach ihrer Bauart bezeichnet. Neben anderen Blechprodukten und Waschmaschinen war die Volksbadewanne bis 1945 ein bekanntes Produkt der Kraußwerke in Schwarzenberg.
Im 19. Jahrhundert stellten Ärzte, Wissenschaftler und Politiker zur Vermeidung der Übertragung von Krankheiten das Händewaschen und das Baden des gesamten Körpers in den Mittelpunkt der Körperhygiene. Ab dem 19. Jahrhundert wurden neben den Holzbottichen und den Holzbadewannen auch Badewannen aus Kupferblech, Weißblech und seit ca. 1840 auch aus feuerverzinktem Stahlblech hergestellt. Typisch für Bäder waren schwere Wannen aus emailliertem Gusseisen. Auch diese Wannen konnten industriell in größeren Stückzahlen produziert werden. Der Verkaufspreis lag aber weit über dem einer Blechbadewanne. Sie erforderten einen festen Platz und konnten nicht leicht transportiert werden.
Blechbadewannen wurden zunächst vorwiegend in Handarbeit von Blechnern, Kupferschmieden oder Gürtlern gefertigt. Dazu wurden die Abwicklungen der Einzelteile aus Blech ausgeschnitten. Die Einzelteile wurden in Form gebracht und dann durch Löten, Falzen, Nieten, nach 1840 im Falle von Stahlblech auch durch Autogenschweißen und nach 1900 auch durch Elektroschweißen zusammengefügt. Die kompletten Stahlteile gelangten dann zum Beizen und Badverzinken.
Die Kupferbadewannen waren damals die teuersten im Sortiment. Sie standen meist in den Badezimmern wohlhabender Familien und waren dort fest installiert.

Holzbadewanne
Kupferbadewanne
Verzinkte Badewanne mit Holzboden verstärkt

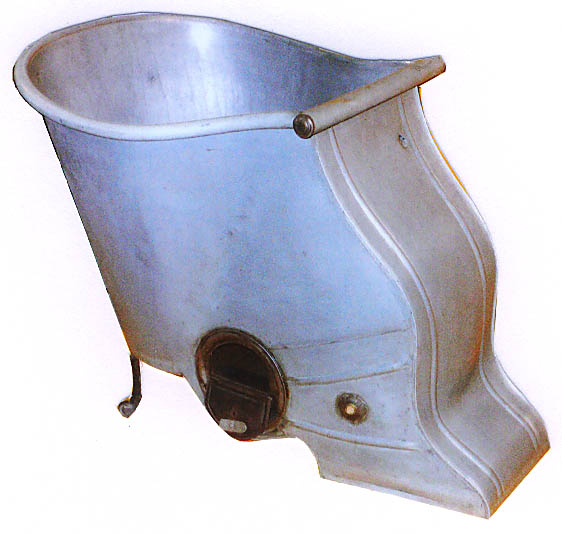
Sitzbadewanne mit Kohlefeuerung

Für die Versorgung der Badewannen mit heißem Wasser nutzte man zur damaligen Zeit teilweise schon Badeöfen. So sind Kohlebadeöfen um 1880 bekannt, die über Rohrleitungen mit der Badewanne verbunden waren und das Wasser nach dem Zirkulationsprinzip erwärmten. Auch Gasheizungen, die direkt unter der Badewanne angeordnet waren, dienten um 1890 zur Badewassererwärmung. Eine Kuriosität der Wassererwärmung aus dem Jahre 1890 ist eine Sitzbadewanne mit integrierter Kohleheizung.
Die Badeöfen mit senkrecht stehenden, schlanken und drucklosen Behältern und Unterfeuerung wurden schon um 1890 erfunden. Diese Badeöfen waren entweder mit einer Kohlefeuerung oder mit einem Gasbrenner ausgerüstet. Diese Art der Badeöfen wird in verbesserter Ausführung noch bis heute produziert. Vorteilhaft war diese Entwicklung zunächst nur für wohlhabendere Bevölkerungsschichten. An der breiten Masse der Bevölkerung ging die Entwicklung weitgehend vorbei. Auch die bereits Mitte des 19. Jahrhunderts für die ärmeren Schichten der Bevölkerung eingerichteten Badestuben (Volksbäder) konnten den Missstand nicht grundlegend beheben, denn ein Großteil der Menschen, vor allem auf dem Lande und in den Kleinstädten, hatten finanziell oder wegen der Entfernung nicht die Möglichkeit, die öffentlichen Badeanstalten zu besuchen.  Der Eintritt in eine Badeanstalt kostete oft das Dreifache des Tagesverdienstes eines Arbeiters.
Bis hinein in die 1920er Jahre gab es somit für weite Teile der Bevölkerung wenig Möglichkeiten für ein regelmäßiges wöchentliches Bad. Die Entwicklung und Massenfertigung der Volksbadewanne trugen dazu bei, dies zu verbessern.

## Die Volksbadewanne der Kraußwerke
Ende des 19. Jahrhunderts wurden sogenannte Wellenbadeschaukeln bereits in relativ großen Stückzahlen hergestellt. Hauptproduzent war die Firma für Badeapparate „Moosdorf & Hochhäuser“ in Berlin. Der Erfinder der Wellenbadeschaukel war der Klempner Carl Dittmann. Karl Louis Krauß erkannte das Potential dieses Produkts für seinen Betrieb. Er entwickelte und produzierte ebenfalls eine Wellenbadeschaukel, die er als „Triumph-Wiegenbad-Schaukel“ vermarktete. Die Triumph-Wiegenbad-Schaukel war der Ausgangspunkt für die Entwicklung der Volksbadewanne.

### Die Wellenbadeschaukel des Klempners Carl Dittmann

Wellenbadeschaukel des Klempners Carl Dittmann

Der Klempner Carl Dittmann aus Berlin konstruierte 1889 eine Badewanne mit gewölbtem Boden. Der gewölbte Boden ermöglichte es dem Badenden, die Wanne in Schaukelbewegungen zu bringen und auf diese Weise Wellen selbst zu erzeugen. Er ließ die Wellenbadeschaukel mit einem Patent schützen. 1894 verkaufte er das Patent an die Firma für Badeapparate „Moosdorf & Hochhäusler“. Sie produzierte und verkaufte eine große Stückzahl von dieser Wellenbadeschaukel. Der Preis lag je nach Größe zwischen 42 und 48 Mark. Die Badewanne bestand aus feuerverzinktem Blech mit relativ geringem Gewicht und war somit auch leicht zu transportieren.
Der Boden verläuft von einem geraden Teil (1) in ein gekrümmtes Teil (2). Der Querschnitt der Badewanne ist trapezförmig gestaltet, d. h. die Seiten (3) der Badewanne sind nach innen geneigt, sodass ein Herausspritzen von Wasser (4) während der Schaukelbewegungen gemindert wird. Die Einstiegsöffnung ist mit einem gerollten Wulst (5) versehen. Durch Anziehen und Strecken der Beine erfolgt eine Schwerpunktverlagerung des Badenden und die Badewanne wird in Schaukelbewegung versetzt, sodass das Wasser auf diese Weise wellenartig über den Badenden strömt.

### Von der Wellenbadeschaukel zur Volksbadewanne

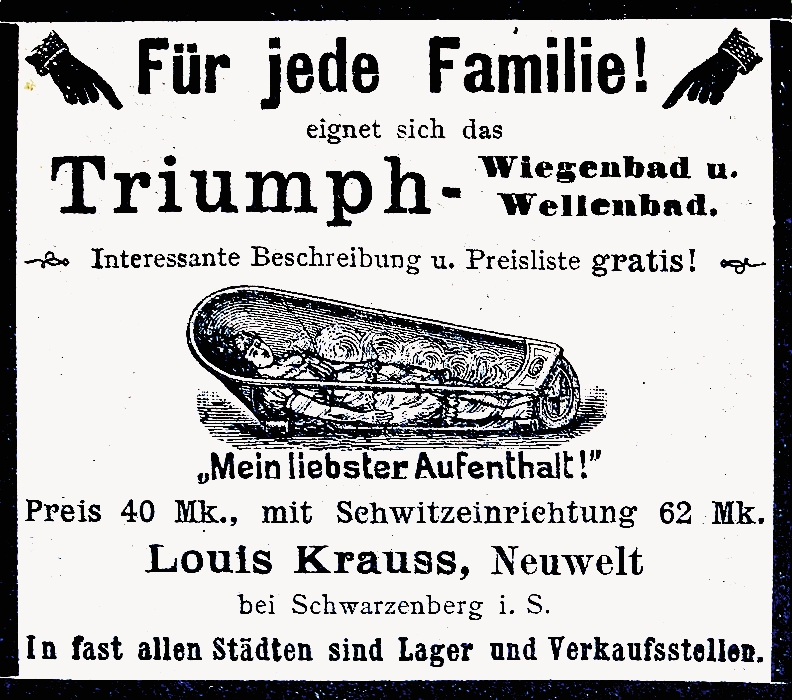
Werbeanzeige für die Triumph-Wiegenbad-Schaukel

Sechs Jahre nach der Wellenbadeschaukel von Carl Dittmann entwickelte auch Louis Krauß in seiner Klempnerwerkstatt in Neuwelt (Schwarzenberg) ein eigenes Modell. Die Wellenbadeschaukel mit Schaukelbewegungen längs des Körpers war patentrechtlich von Carl Dittmann geschützt. Seine Lösung hatte den Nachteil, dass „der Körper des Badenden nur in gekrümmter bzw. sitzender Lage Aufnahme finden kann und eine Bewegung der Wanne zwecks Umspülung des Körpers mit Wasser nur unter Gebrauch der Arme und Beine (durch Strecken und Wiederanziehen) unter bedeutender Anstrengung möglich“ war. Auf Grund dieses Nachteils entwickelte Louis Krauß eine neue Lösung der Wellenbadeschaukel, bei der die Wellen quer zur Längsachse des Körpers verlaufen. Diese Lösung ließ Louis Krauß mit Patent-Nr. 86351 vom 19. April 1895 im Deutschen Reich und mit Patent-Nr. 10477 vom 26. Juni 1895 in der Schweiz schützen. Er bezeichnete seine Wellenbadeschaukel als „Triumph-Wiegenbad-Schaukel“. Die Wanne ist so ausgebildet, dass der Badende bequem Platz in der Wanne findet.
Durch einen wechselseitigen Druck der Schultern, die an der Wannenrundung anliegen, kommt die Wanne in die gewünschte Schaukelbewegung. Das Wasser überspült wechselseitig und wellenartig den gesamten Körper. Die Arme liegen bequem am Körper an. Bei Benutzung der Wanne als Vollbadewanne und ohne die Schaukelbewegung können vier Standfüße ausgelenkt werden, die dann der Wanne einen festen Halt geben. Wird die Badewanne als Schaukelbadewanne genutzt, so werden die Füße hochgeklappt. Die Wanne ist leicht und dadurch bequem zu transportieren. Sie kann hochkant an der Wand aufgehängt oder auf dem Boden senkrecht abgestellt werden, sodass wenig Platz benötigt wird. Die Wanne konnte auch als Dampf- und Schwitzbad genutzt werden. Dabei wurde die Wanne mit einer Plane mit einer Öffnung für den Kopf verschlossen. Die Wanne ist über einen Schlauch mit einem Dampferzeuger verbunden.
Das Entscheidende dieser Entwicklung war aber, dass die Wanne auch für ein Vollbad ohne Schaukelbewegungen genutzt werden konnte. Dabei sicherten die ausklappbaren Füße einen festen Stand der Wanne. Die von Louis Krauß 1895 entwickelte Schaukelbadewanne unterschied sich zur damaligen Zeit durch ihre Geometrie von allen anderen bisher bekannten Badewannen. Die ursprünglich als Schaukelbadewanne konzipierte Lösung wurde auf Grund der raffinierten Geometrie und technologischen Auslegung schon um 1910 von ca. zehn Firmen als „normale“ Badewanne nachgebaut. Diese von Louis Krauß 1895 entwickelte Schaukelbadewanne (Patent-Nr. 86351) wurde in den kommenden Jahren als „normale“ Badewanne stetig weiterentwickelt und ab 1910 als Volksbadewanne bezeichnet. Bei der Volksbadewanne wurden die Aufstellfüße der Badewanne starr angeordnet. Die Badewannenproduktion musste auf Grund eines Patentstreites von 1898 bis 1903 eingestellt werden. Die Wiederaufnahme der Produktion im Jahre 1904 erfolgte in einem neu errichteten Betrieb in Schwarzenberg. Dieser Betrieb wurde in den folgenden Jahren erweitert und firmierte ab 1922 als Kraußwerke. Die Produktionsstückzahl der Badewannen stieg stetig an und so wurden nach 1925 von dieser Volksbadewanne täglich bis zu 1000 Stück produziert.
Einige grundlegende Merkmale trugen zum Erfolg der Volksbadewanne entscheidend bei:
- Die konische Form, die von einem liegenden Körper abgeleitet wurde (am Oberkörper breit, am Fußende schmal). Damit wird trotz Vollbad weniger Wasser als bei den herkömmlichen Wannen benötigt.
- Der halbrunde Querschnitt ermöglicht eine einfache Fertigung des Wannenrumpfes.
- Das schräggestellte Kopfstück sorgt für eine bequeme Lage von Oberkörper und Kopf.
- Der senkrechte Abschluss am Fußende gestattet ein senkrechtes und damit platzsparendes Abstellen der Wanne.
- Die feuerverzinkte Blechkonstruktion. Sie lässt sich preisgünstig fertigen, sodass sie auch für breite Schichten des Volkes bezahlbar ist. Blechkonstruktionen sind relativ leicht und demnach gut zu tragen.

### Die Verzinkerei der Kraußwerke
1905 baute Louis Krauß eine große Feuerverzinkerei mit Vorbehandlung. Damit war es möglich, die Badewannen neben vielen anderen aus Schwarzblech gefertigten Produkten mit einer Zinkschicht als dauerhaftem Korrosionsschutz zu überziehen. Die Vorbehandlung erfolgte in einer Beizerei mit gemauerten Beiztrögen, in denen die Wannen zunächst entfettet und dann mit verdünnter Salzsäure metallisch blank gebeizt wurden. Anschließend wurden die Wannen mit Wasser gespült. In einem gesonderten Gebäude stand der Zinkkessel mit dem flüssigen Zink (440 bis 460 °C). In das flüssige Zink wurde die Badewanne getaucht. Nach dem Eintauchen verblieb die Badewanne solange im Zinkbad, bis sie die Temperatur des Zinkbades angenommen hatte. Beim Herausziehen der Badewanne aus dem Zinkbad war darauf zu achten, dass die Oberfläche des Zinkbades zuvor von Oxiden und Flussmitteln gereinigt wurde.

### Die Handhabung der Volksbadewanne
Mit zunehmender Verbreitung der Volksbadewanne wurde das regelmäßige Wannenbad wieder populär, auch unter einfachen Lebensumständen, in denen kein Badezimmer zur Verfügung stand. Dennoch war die Verwendung dieser Badewannen noch mit großem Aufwand verbunden. Das Wasser musste vom Hofbrunnen oder sogar von einem Straßenbrunnen geholt werden und in einem oder mehreren größeren Töpfen auf dem Herd erhitzt werden. Bequemer war es, wenn ein Wasserhahn vorhanden war. Mitte des 19. Jahrhunderts gab es vereinzelt fließendes Wasser aus Wasserhähnen in den Häusern. Ende des 19. bis Anfang des 20. Jahrhunderts war ein Großteil der Häuser in den Städten mit Wasserleitungen ausgestattet, der Ausbau zur flächendeckenden Wasserversorgung der Wohnungen dauerte jedoch bis nach dem Zweiten Weltkrieg an.
Wurde das Bad in der Wohnung durchgeführt, so musste die Wanne mit einem Topf ausgeschöpft werden. Stand eine Waschküche zur Verfügung, in der auch die Badewanne aufgestellt werden konnte und wo in der Regel ein Bodenablauf und ein mit Holz oder Kohle beheizbarer Waschkessel vorhanden war, der das warme Wasser lieferte, so wurde das Baden der ganzen Familie wesentlich erleichtert.

## Weiterentwicklungen der Volksbadewanne in den Kraußwerken nach 1920
1919 übernahm Friedrich Emil Krauß die geschäftliche Leitung der Kraußwerke von seinem Vater und damit auch die Weiterentwicklung der Volksbadewanne. Er vervollkommnete die konstruktive Ausführung und Fertigungstechnologie. Die wichtigsten Entwicklungsschritte lassen sich anhand der angemeldeten Patente gut nachvollziehen.
Patent zur Kinderbadewanne
Die Badewannen wurden in den Kraußwerken in verschiedenen Größen gefertigt, so auch eine mit kleinen Abmessungen für Kinder. Der Zuschnitt des Rumpfteils einer Kinderbadewanne entsteht dadurch, dass an der vom Walzwerk gelieferten rechteckigen Blechtafel an den Längsseiten spitzwinklige Streifen abgeschnitten werden. Diese Streifen werden zur Verschnittminimierung zu Fußleisten für die Kinderbadewanne geformt und durch Punktschweißen am Wannenrumpf befestigt. Die durchgehenden Fußleisten minimieren den Platzbedarf der Wanne und erlauben ein Aufstellen auf einem Stuhl.
Patent zu einer tragbaren Blechbadewanne
Der Aufstellfuß der Badewanne wurde umklappbar gestaltet, um die Badewanne beim Transport ineinander stapeln zu können. Der Aufstellfuß schmiegt sich in umgeklappter Lage der Wannenrundung an. Bei Benutzung der Wanne wird der Aufstellfuß in Gebrauchsstellung geklappt.
Patent zu einem Verfahren zur Herstellung von Badewannen mit abgerundeten Ecken zwischen den Formzuschnitten
Beim Zusammenschweißen der Einzelteile der Badewanne entstehen durch die winkelförmigen Stoßstellen Schmutzecken. Formwalzen drücken die winkelförmigen Stoßstellen in einen Radius, so dass ein abgerundeter Übergang zwischen den Einzelteilen entsteht.
Patent zu einer verbesserten Volksbadewanne
Die Badewanne besteht aus Kopf-, Rumpf- und Fußteil. Kopf- und Fußteil sind so gestaltet, dass die Stoßstellen der beiden Teile am Rumpfteil in einer Ebene verlaufen, so dass beim Fügen dieser Teile keine Ecken entstehen.
Die Herstellung der Volksbadewanne im Tiefziehverfahren
Friedrich Emil Krauß plante, die Volksbadewanne nahtlos aus einem Blechzuschnitt in einem Arbeitsschritt tiefzuziehen. Entsprechende Versuche im verkleinerten Maßstab zum Nachweis der Machbarkeit, ein solch großes Teil durch Tiefziehen zu fertigen, wurden in den 1940er Jahren erfolgreich abgeschlossen. Die zur Fertigung der Volksbadewanne in Originalgröße erforderliche 1000-Tonnen-Tiefziehpresse stand bereits 1945 teilweise montiert in der Stanzerei der Kraußwerke. Mit dieser Presse, deren Ständerweite vier Meter betrug, war zu einem späteren Zeitpunkt geplant, die feuerverzinkte Stahlblechbadewanne durch eine tiefgezogene emaillierte Wanne zu ersetzen. Das Vorhaben, die Badewanne ziehtechnisch zu fertigen, konnte aber nicht mehr realisiert werden, da 1945 nach dem verlorenen Krieg nach Befehl Nr. 142 der Sowjetischen Militäradministration sämtliche Fertigungseinrichtungen der Kraußwerke, einschließlich der halbfertigen 1000-Tonnen-Tiefziehpresse, als Reparationsleistung unter Kontrolle von sowjetischen Offizieren demontiert wurden.

## Badewannen der Kraußwerke mit Wellenschaukeleffekt

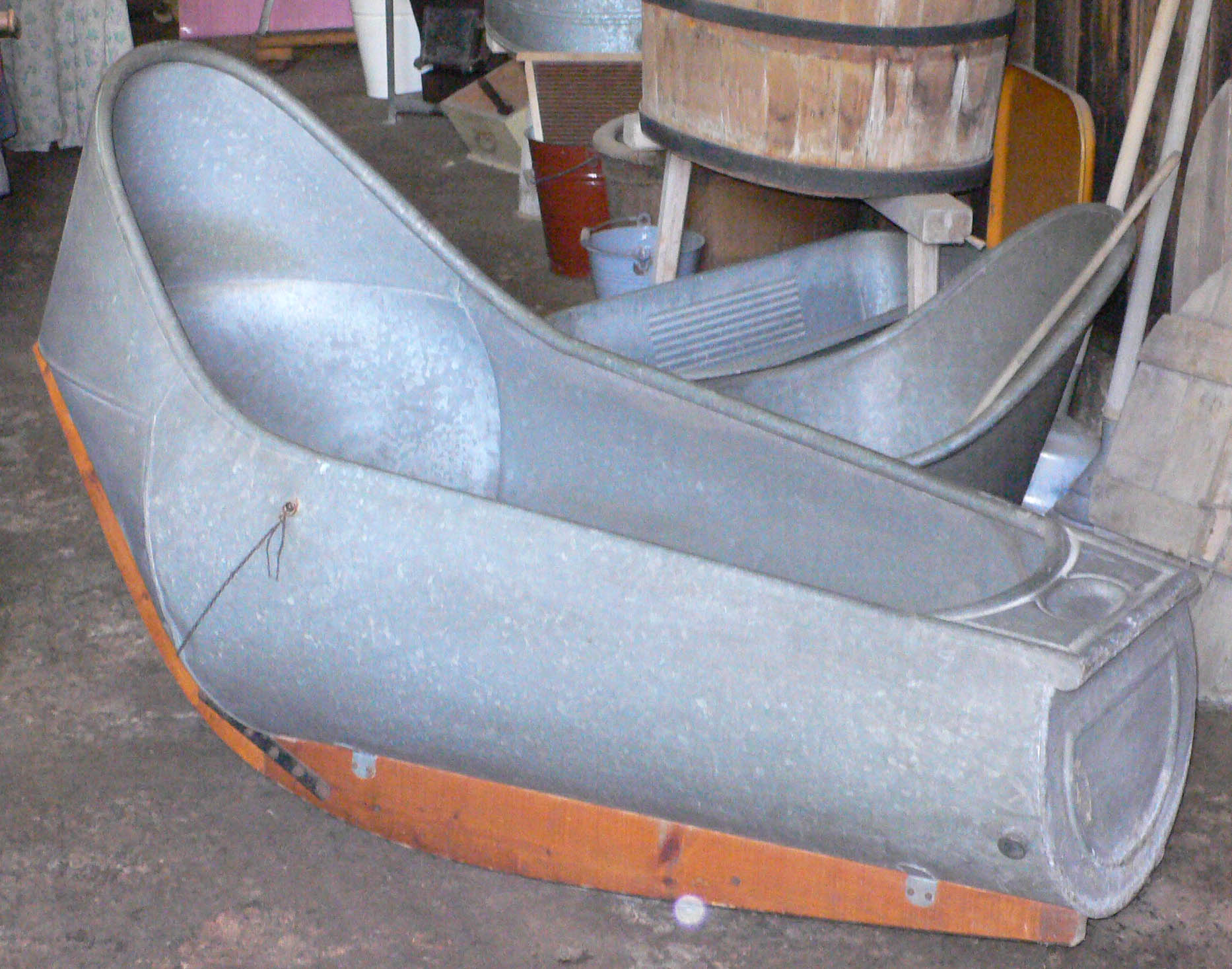
Wellenbadeschaukel nach dem Prinzip von Carl Dittmann

Mit der Entwicklung der Volksbadewanne entfernten sich die Kraußwerke zunächst vom Wellenschaukeleffekt. Bis in die 1930er Jahre war der Badespaß mit Wellenbadeschaukeln noch so populär, dass auch die Kraußwerke diesen Markt bedienten. Der mit der Wellenbadeschaukel erzeugte Wohlfühleffekt war sehr beliebt, sodass relativ hohe Stückzahlen der Wellenbadeschaukeln produziert werden konnten.

### Wellenbadeschaukel der Kraußwerke analog der Lösung von Carl Dittmann
Das Patent von Carl Dittmann war 1910 abgelaufen, sodass auch in den Kraußwerken eine zweite Variante einer Wellenbadeschaukel analog der Lösung von Carl Dittmann, aber mit wesentlich verbesserten Eigenschaften hergestellt wurde. Die Verbesserungen gegenüber der Dittmannschen Lösung waren u. a.:
- Der Körper fand in der Wellenbadeschaukel bequem Platz.
- Die angebrachten Holzkufen ermöglichten ein Schaukeln, d. h. eine Wellenerzeugung mit relativ wenig Kraftaufwand.

### Modelle der Wellenbadeschaukel

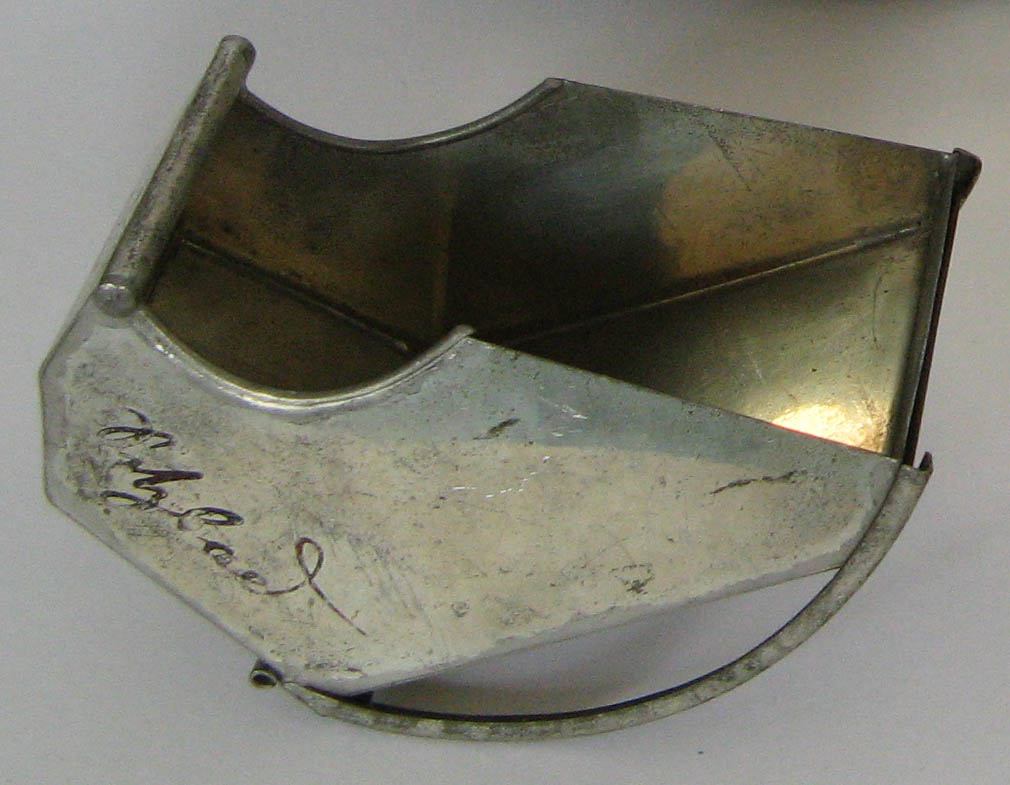
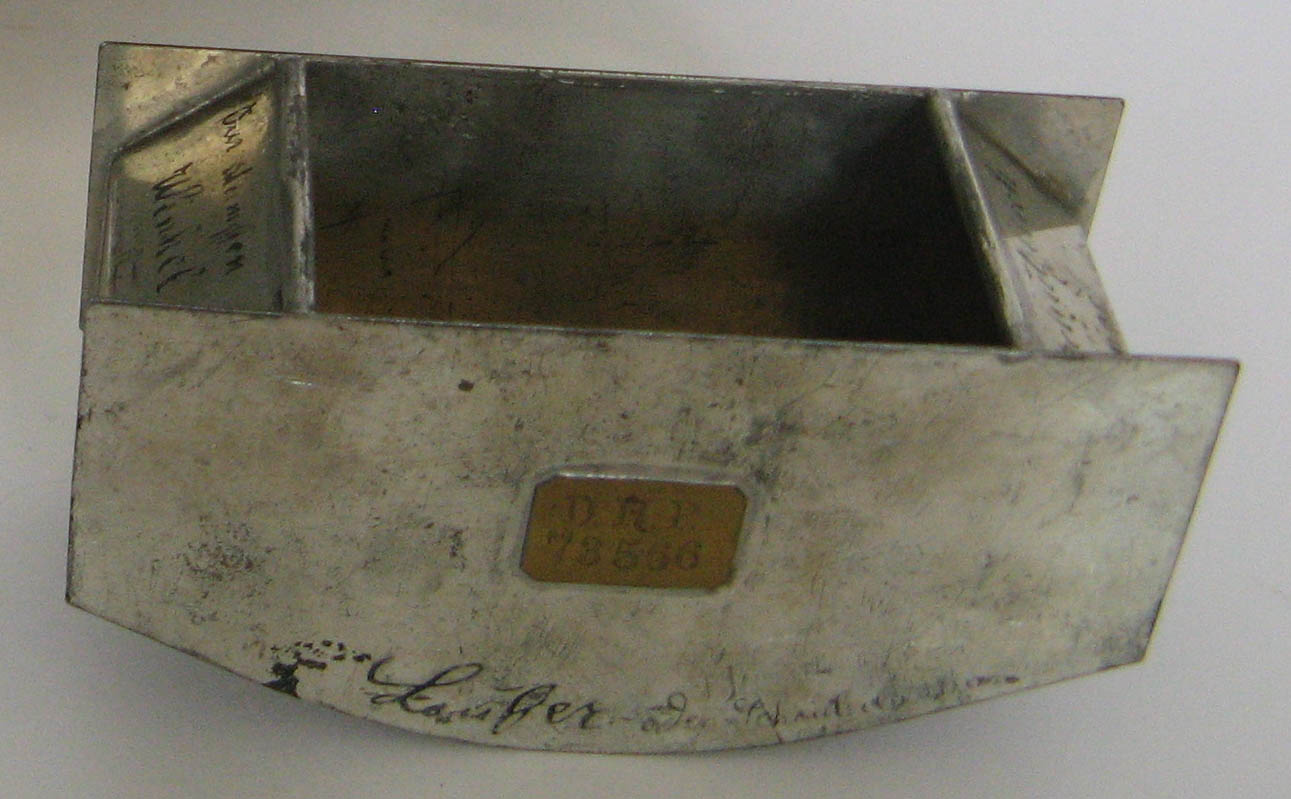
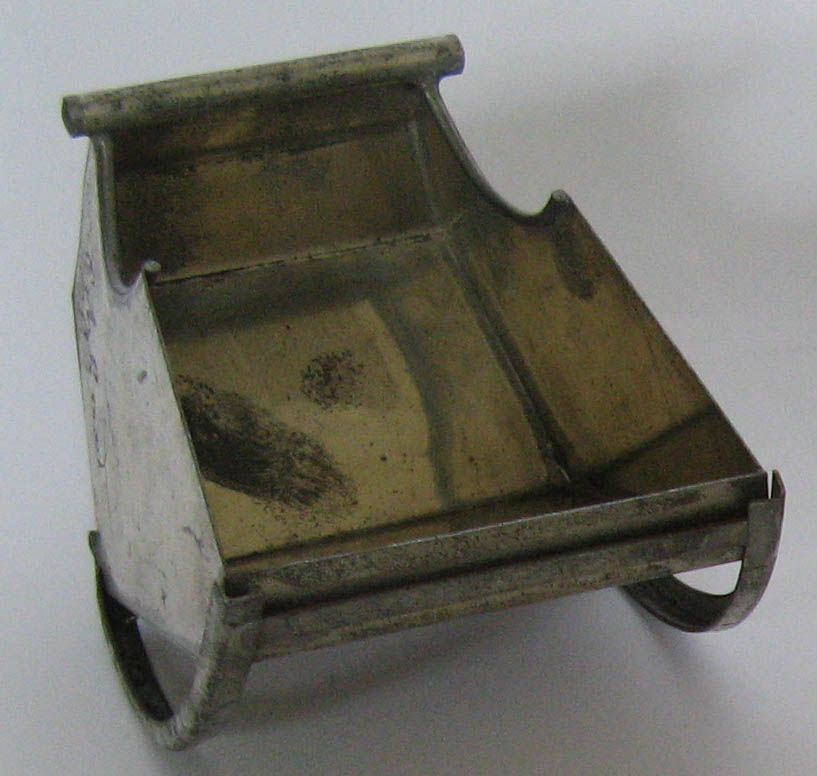

Der Erfindergeist in den Kraußwerken kannte keine Grenzen, sodass verschiedene Wellenbadeschaukeln in kleinem Maßstab als Modelle gefertigt wurden. Eine Produktion dieser Modelle in natürlicher Größe ist nicht bekannt.

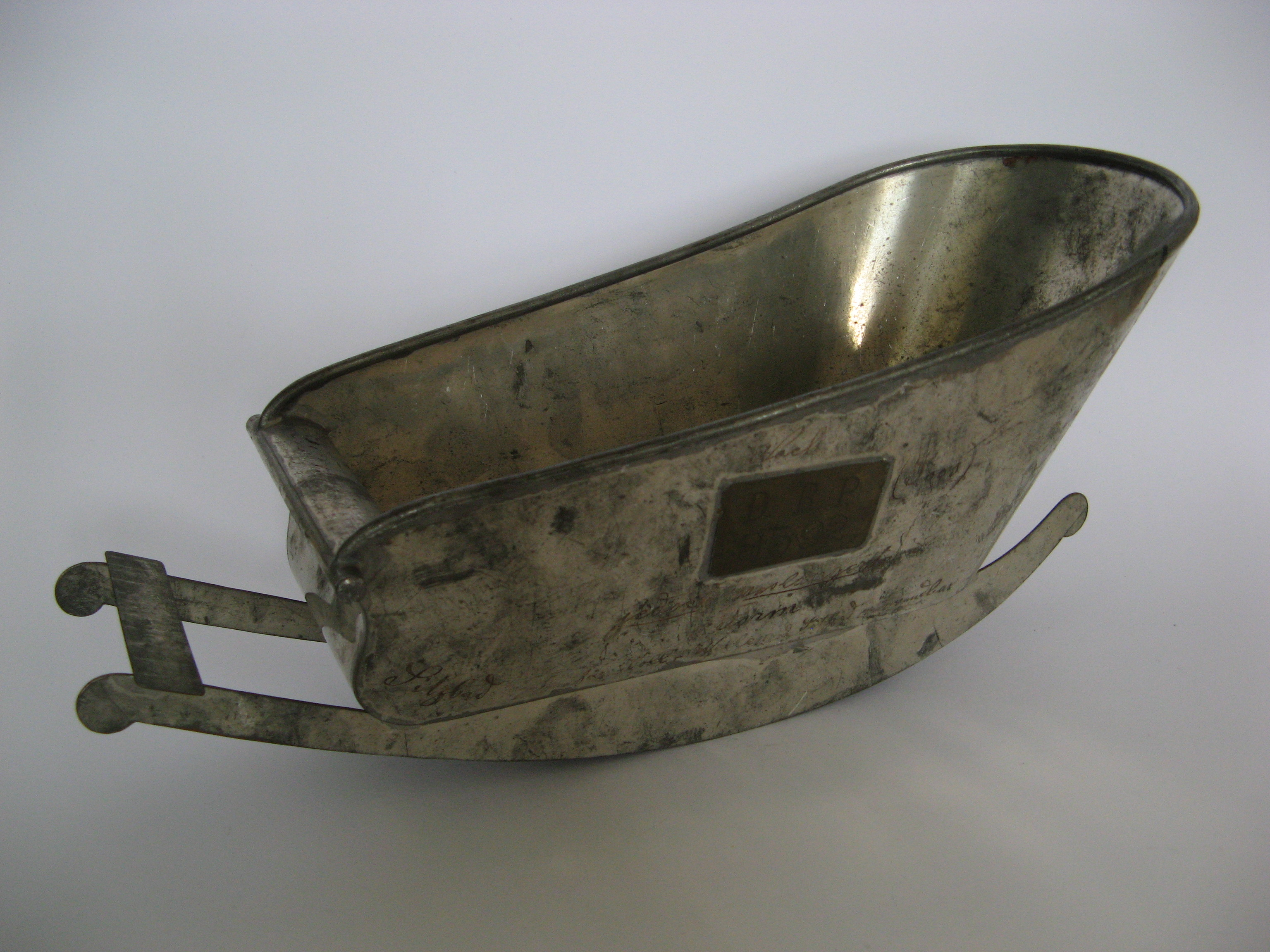
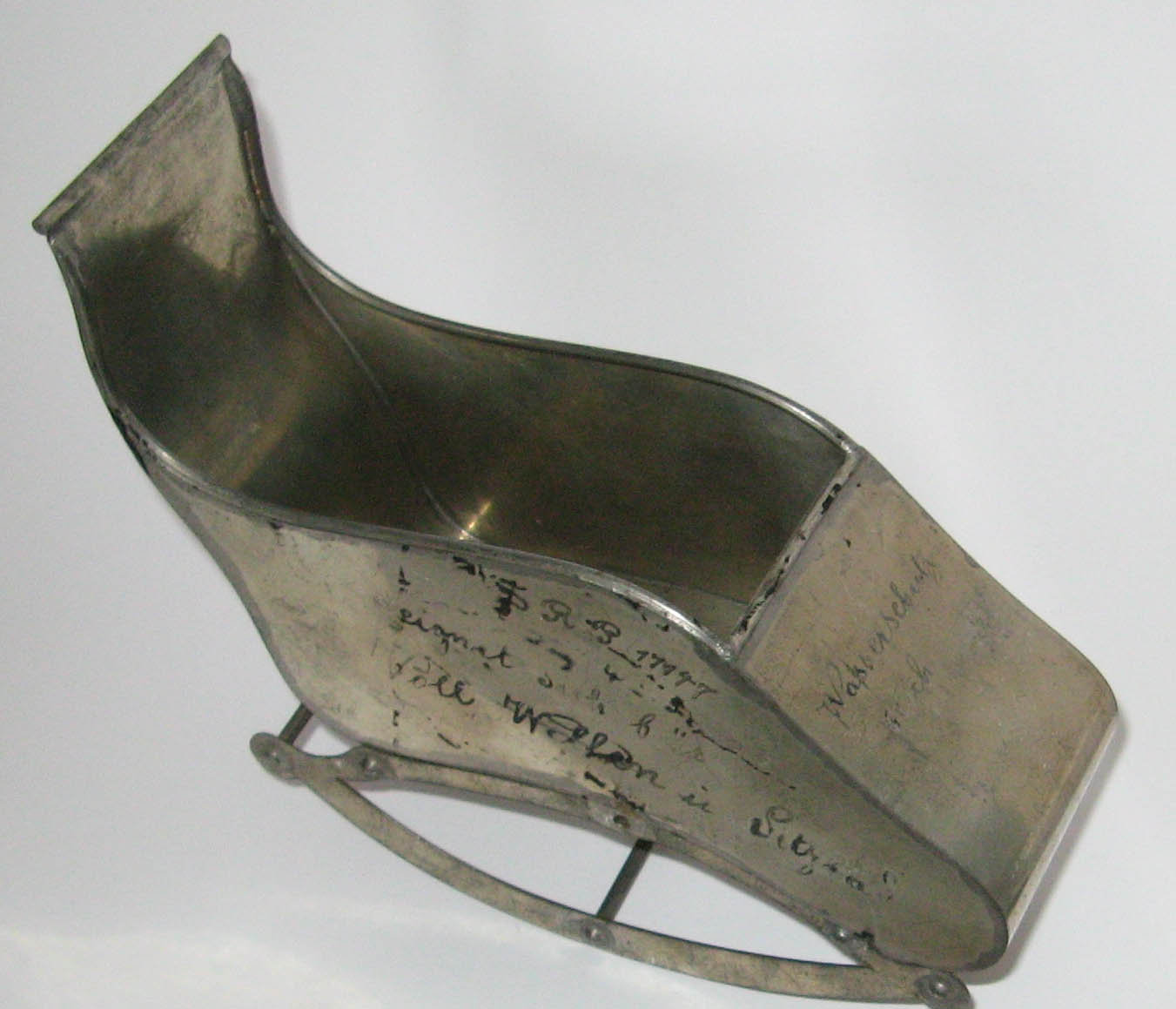
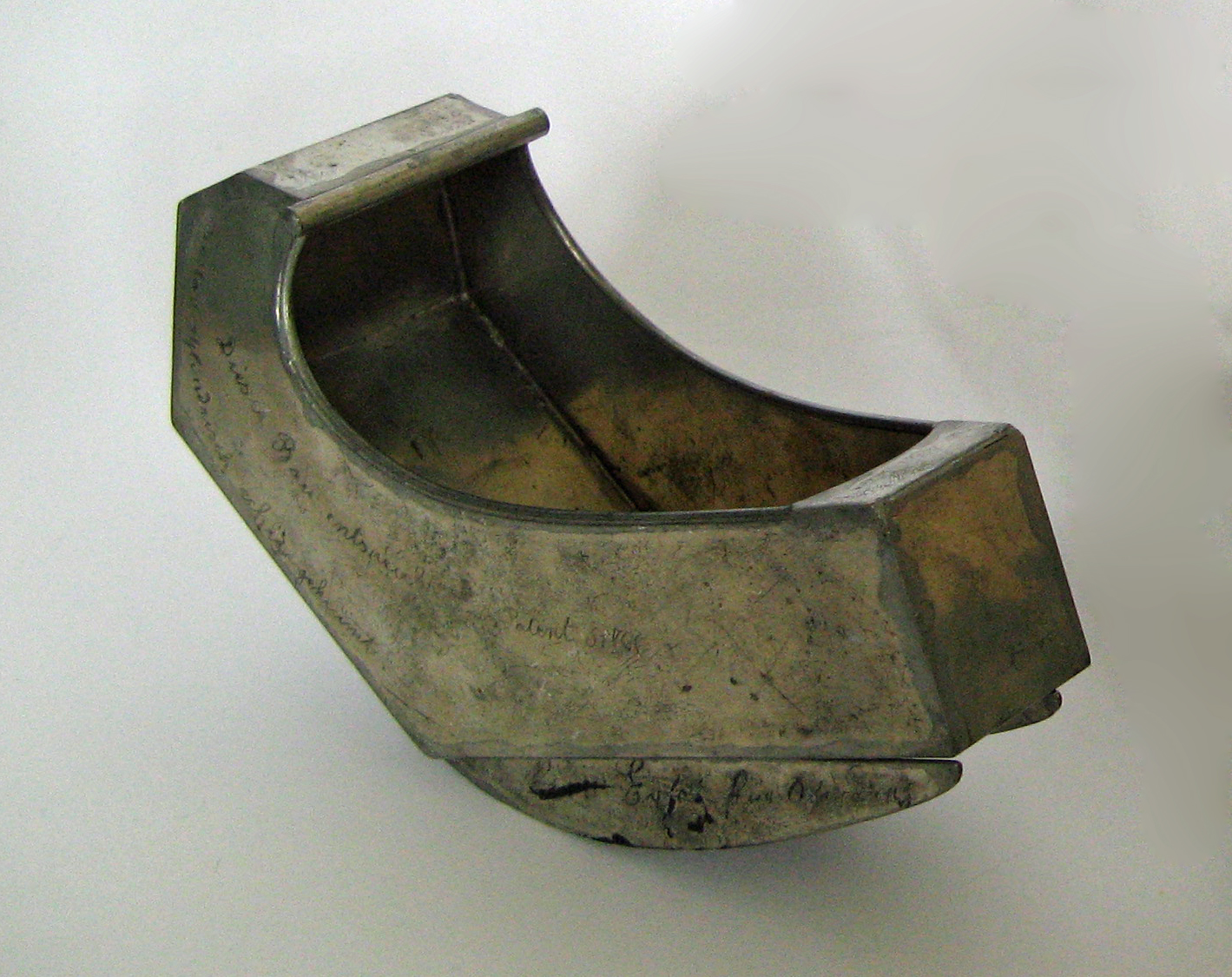

## Weitere Wannenerzeugnisse der Kraußwerke
Neben Volksbadewanne und Wellenbadeschaukel gehörten bis 1945 noch weitere Wannenprodukte zum Sortiment der Kraußwerke.

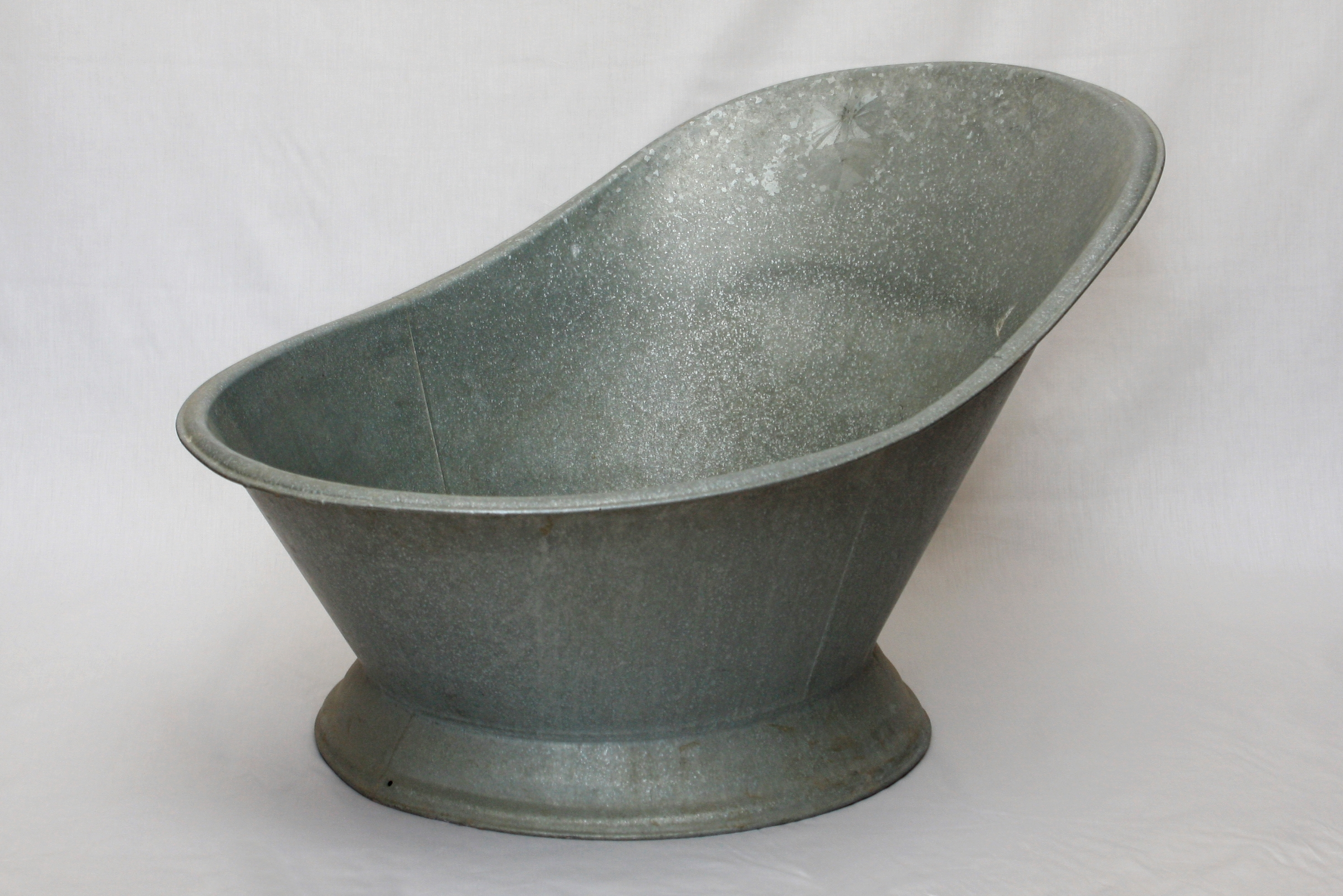
Sitzbadewanne
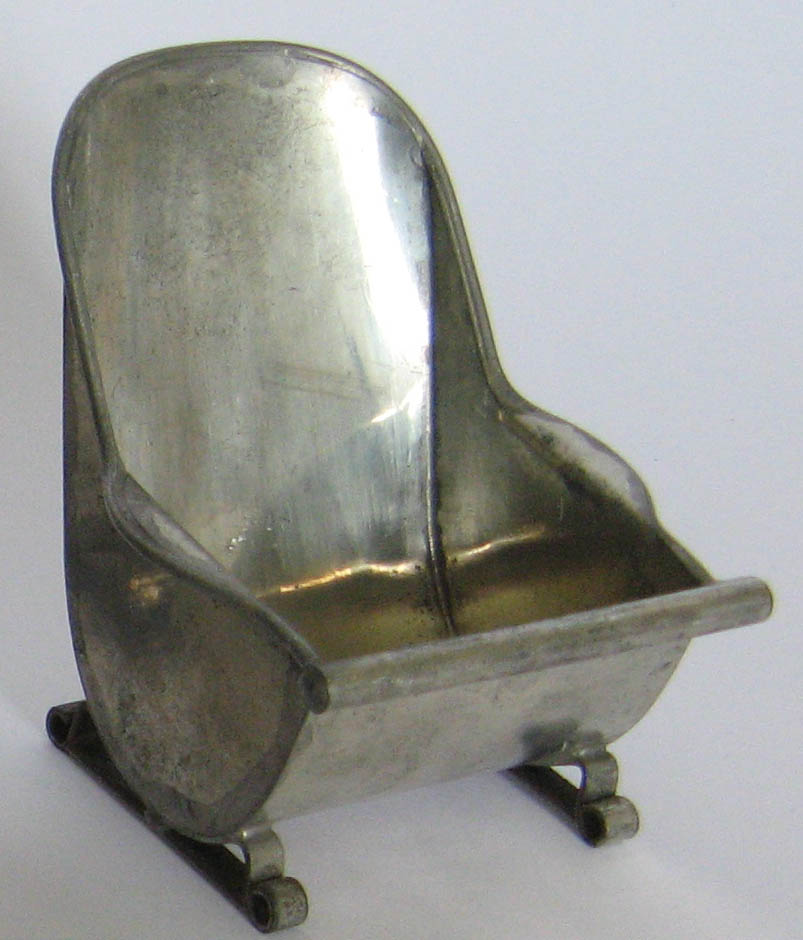
Sitzbadewanne (Modell)
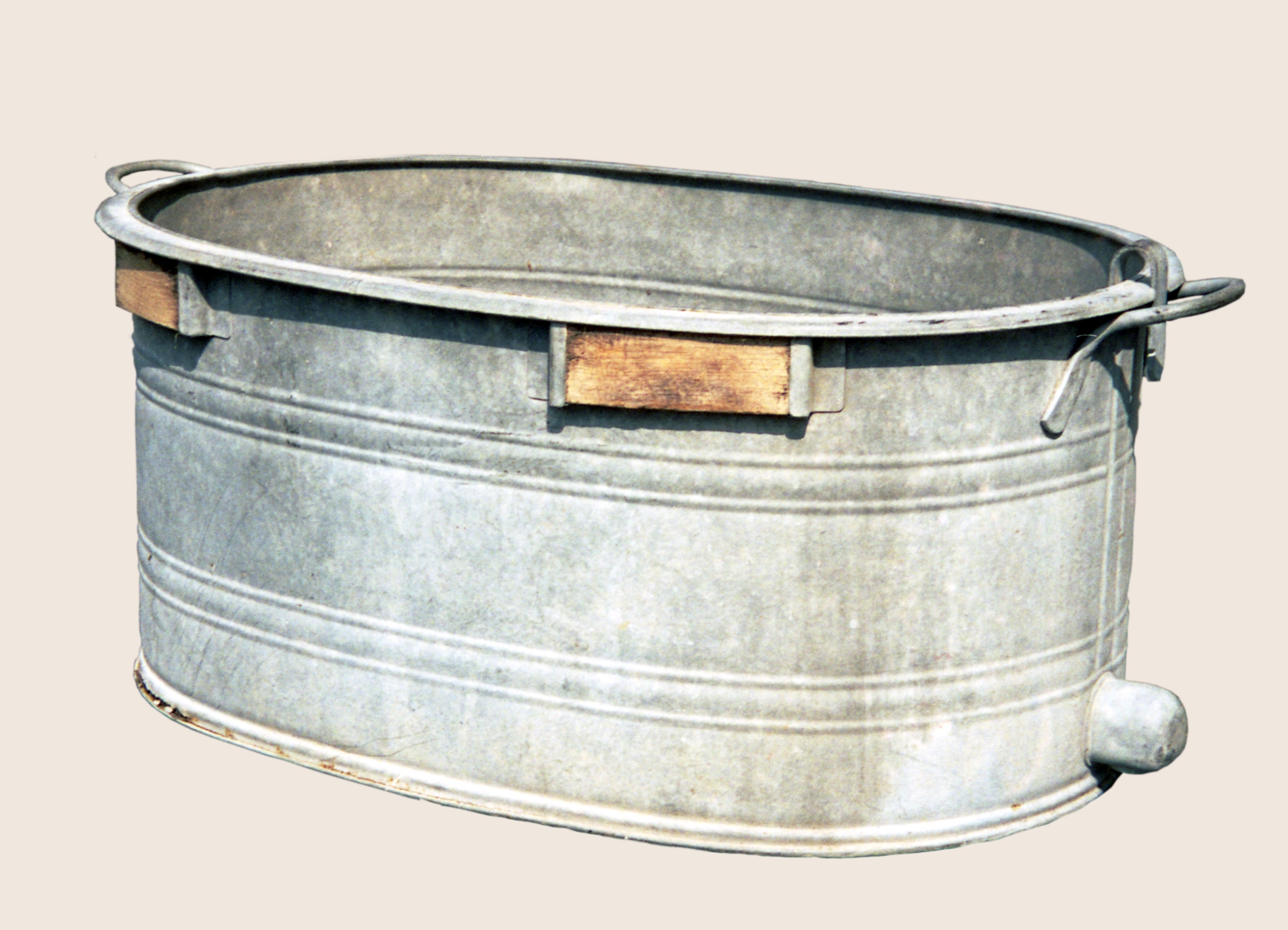
Waschwanne mit Holzklötzchen für die Wringmaschine
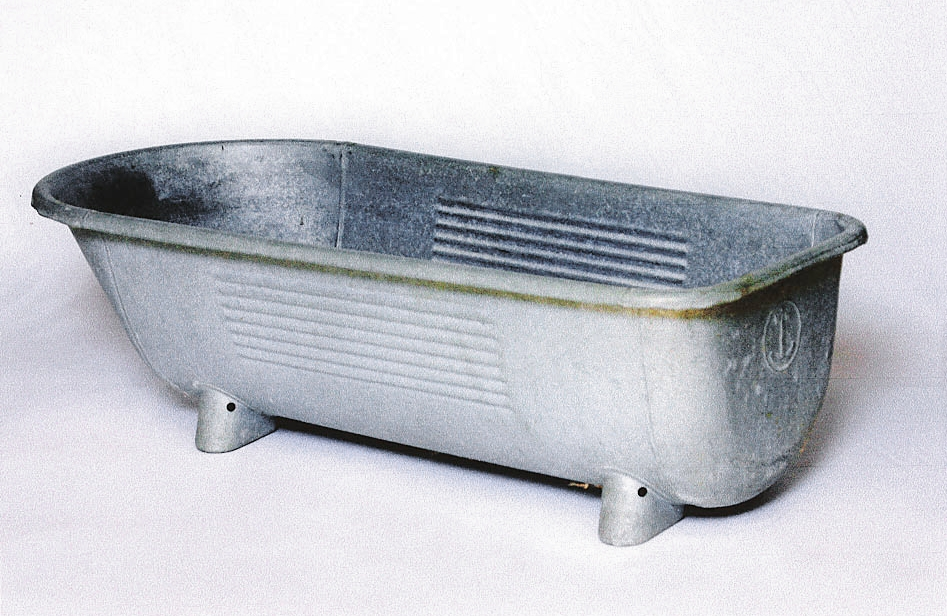
Kinderbadewanne mit Waschbrett (1) an der Seitenfläche

## Die Volksbadewanne als Motiv der bildenden Kunst

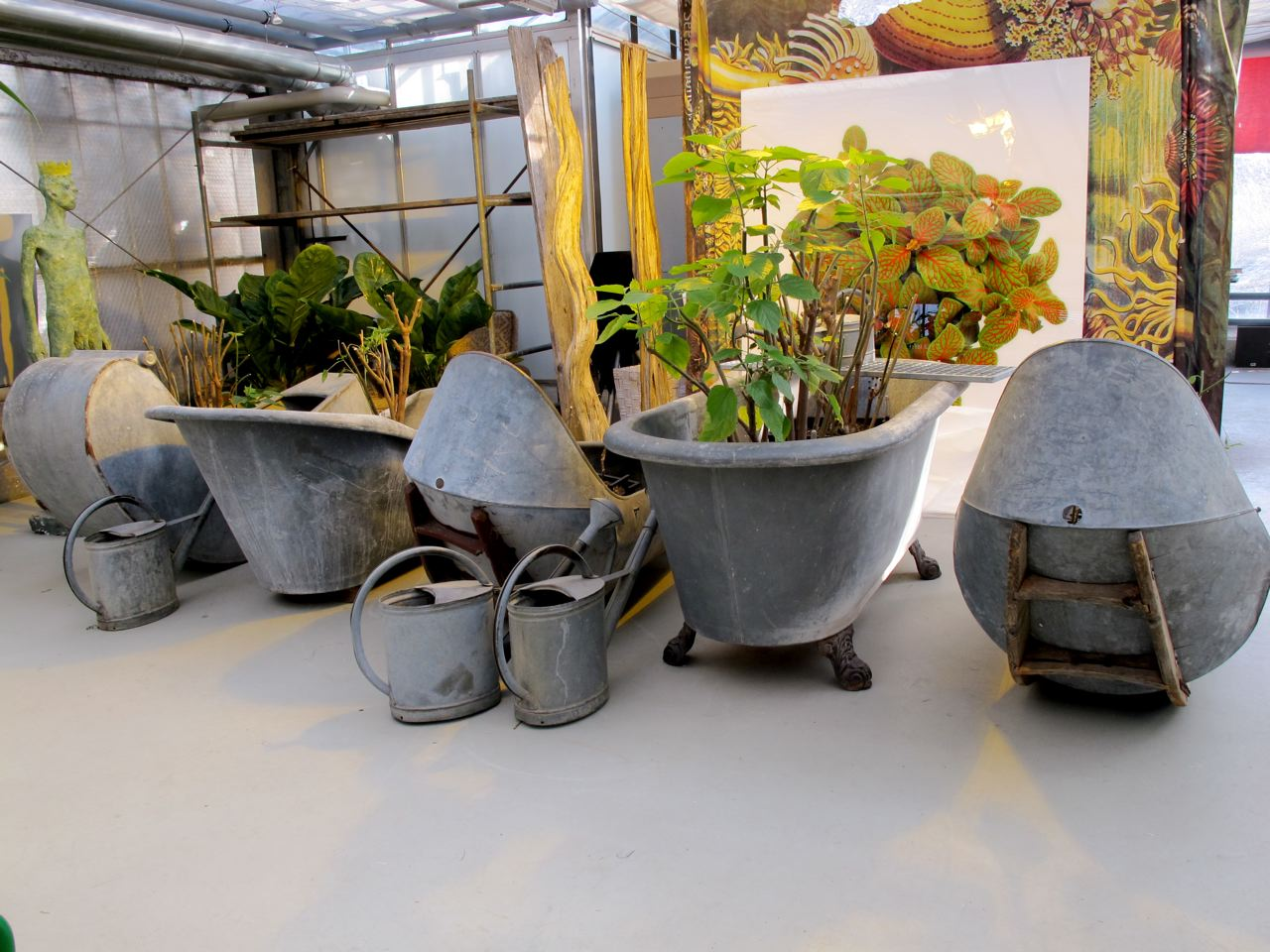
Pflanzeninstallation mit verzinkten Sitz- und Schaukelbadewannen

Verzinkte Badewannen aus früherer Zeit werden heute oft noch als Tiertränken oder Pflanzgefäße verwendet. Der Künstler Joseph Beuys verhalf der Badewanne nach dem System Krauß als Kunstobjekt zu unerwartetem Ruhm. Neben dem großen Nutzen, den sie für die einfachen Leute gebracht hat, ist sie als Kunstobjekt in der Pinakothek der Moderne in München unter dem Titel „Jason II“ ausgestellt.
Eine Sammlung verschiedener historischer Schaukel- und Sitzbadewannen ist als Teil einer Pflanzeninstallation des Künstlers Martin Weimar in der Kunst- und Lustgärtnerei im Schlosspark Schleißheim in der Nähe von München zu sehen.

## Abbildung
1. ↑  Joseph Beuys: Jason II, 1962/80. Blick in den Ausstellungsraum in der Pinakothek der Moderne.